# Амазонский коралловый риф

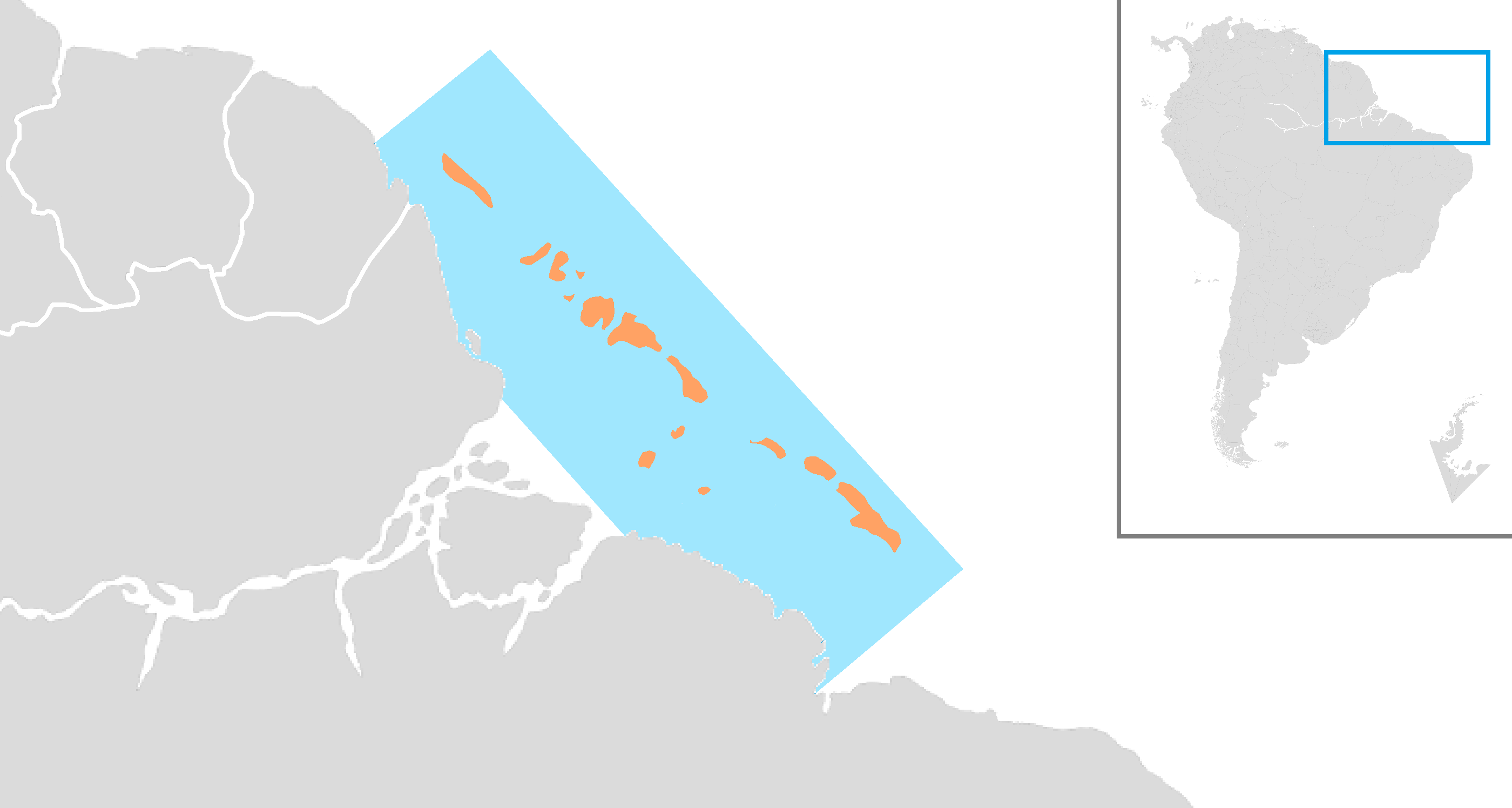
Амазонский коралловый риф

Амазонский коралловый риф (порт. Recife Amazonas, фр. Récif corallien de l'Amazone) — коралловый риф, расположенный на территории Французской Гвианы и на севере Бразилии в устье реки Амазонки. Является одной из самых обширных в мире рифовых систем, занимая площадь в 9300 квадратных километров, её протяжённость составляет 970 километров. Первые доказательства существования Амазонского кораллового рифа были найдены в 2012 году, в апреле 2016 года было объявлено об открытии.

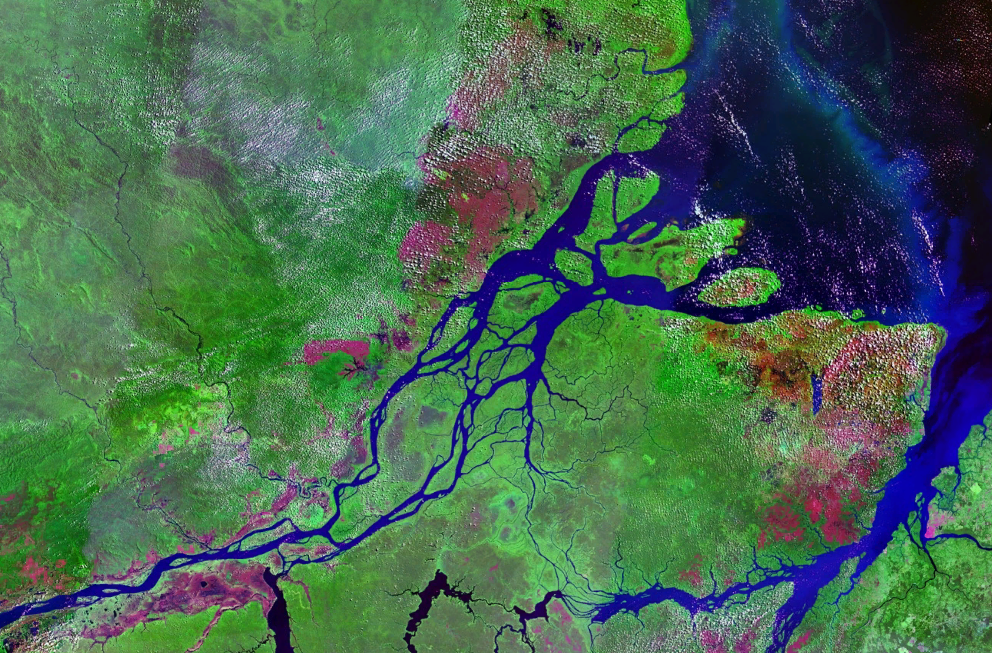
Риф расположен в правой верхней части

Вероятность существования коралловых рифов близ устья Амазонки обсуждается с 1950-х годов, когда американское исследовательское судно добыло со дна Амазонки губку. В 1977 году впервые в этом месте наблюдали рифовую рыбу, а в 1999 году были найдены кораллы. В 2012 году были проведены исследования международной группой учёных из университета Джорджии и федерального университета Рио-де-Жанейро на борту НИС «Atlantis». Статья об открытии опубликована в апрельском номере журнала «Science Advances» за 2016 год.